# Frankford Slasher
Frankford Slasher – pseudonim niezidentyfikowanego seryjnego mordercy, który zgwałcił i zamordował 9 kobiet w latach 1985–1990 we Frankfordzie, dzielnicy Filadelfii. Wszystkie ofiary poniosły śmierć w ten sam sposób – zostały zadźgane nożem, ponadto część z nich była widziana przed śmiercią w towarzystwie białego mężczyzny w średnim wieku. Za jedno z morderstw skazano na dożywocie Leonarda Christophera, ale nie było podstaw, by oskarżyć go o zabicie pozostałych ośmiu kobiet.

## Ofiary Frankford Slashera
| Lp. | Ofiara            | Wiek | Data                 |
| --- | ----------------- | ---- | -------------------- |
| 1.  | Helen Patent      | 52   | 19 sierpnia 1985     |
| 2.  | Anna Carroll      | 68   | 3 stycznia 1986      |
| 3.  | Susan Olszef      | 64   | 25 grudnia 1986      |
| 4.  | Jeanne Durkin     | 28   | 8 stycznia 1987      |
| 5.  | Catherine Jones   | 29   | Styczeń 1987         |
| 6.  | Margaret Vaughan  | 66   | 11 października 1988 |
| 7.  | Theresa Sciortino | 30   | 19 stycznia 1989     |
| 8.  | Carol Dowd        | 46   | 29 kwietnia 1990     |
| 9.  | Michelle Dehner   | 30   | 6 września 1990      |

## Leonard Christopher
Podczas śledztwa w sprawie zabójstwa Carol Dowd głównym podejrzanym został Leonard Christopher, pracownik targu rybnego znajdującego się nieopodal miejsca znalezienia zwłok Carol Dowd. Mimo że nie odpowiadał rysopisowi podanemu przez świadka i tego, że nic nie łączyło go z pozostałymi morderstwami, został skazany 12 grudnia 1990 roku za zabójstwo Carol Dowd na dożywotnie pozbawienie wolności.